# Théâtre à Denis
Le Théâtre à Denis est un théâtre de marionnettes, situé rue Ste Marguerite 302, 4000 Liège. 

## Historique
Fondé, sous ce nom, le 1er avril 1995 par Denis Fauconnier, il est en fait la continuité de l'ancien théâtre de marionnettes de la famille Engels.
Cette famille commença à jouer des marionnettes vers 1880 au « biès molin » à Ougrée (hauteur de Liège) avant de déménager pour « la troque » à Tilleur. Mais ce théâtre fut surtout célèbre lorsqu'il devint itinérant sous la direction de Gaston Engels car il fit la foire de Liège de 1927 à 1970. Ce théâtre tomba en suite en désuétude avant qu'une grosse partie du matériel (dont le castelet et une partie des marionnettes) soit repris par Denis Fauconnier et son Théâtre à Denis en 2001. Marionnettiste passionné et collectionneur Denis Fauconnier ne cesse d'agrandir le théâtre et sa "joue"  (série de marionnettes faisant partie de la troupe)  et aujourd'hui ce sont plus de 1000 marionnettes liégeoises de 1850 à nos jours ainsi qu'une collection de plus de 200 marionnettes du monde que l'on peut y admirer.    

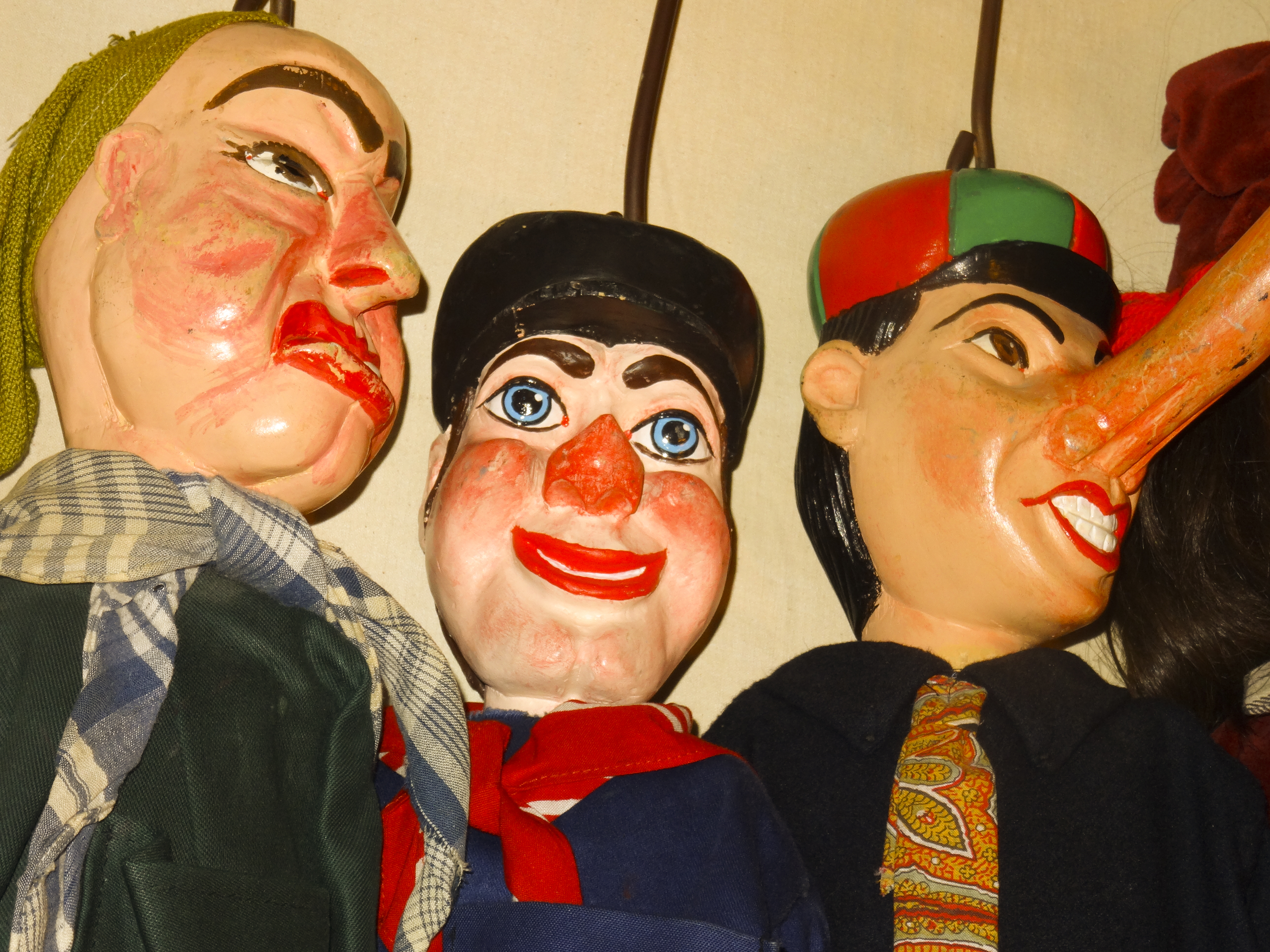

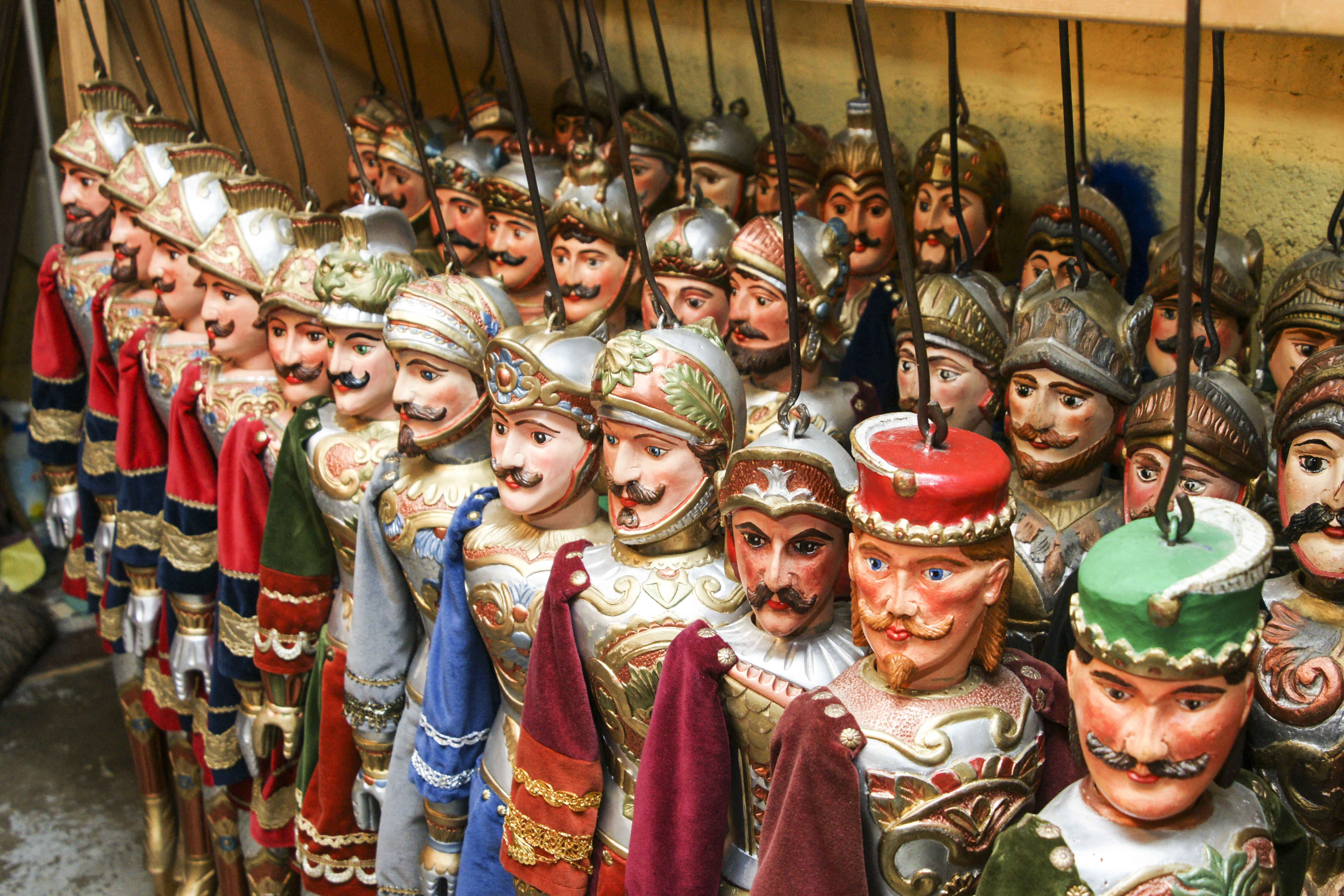

## Théâtre
La saison va d'octobre à avril avec, toutefois, des spectacles prévus en juillet-août. Le plus souvent, ce sont des spectacles adaptés de romans, contes ou légendes mettant en scène des personnages historiques mais aussi la plus célèbre marionnette liégeoise, Tchantchès. Celui-ci incarne le bon sens populaire, celui qui met son grain de sel. 

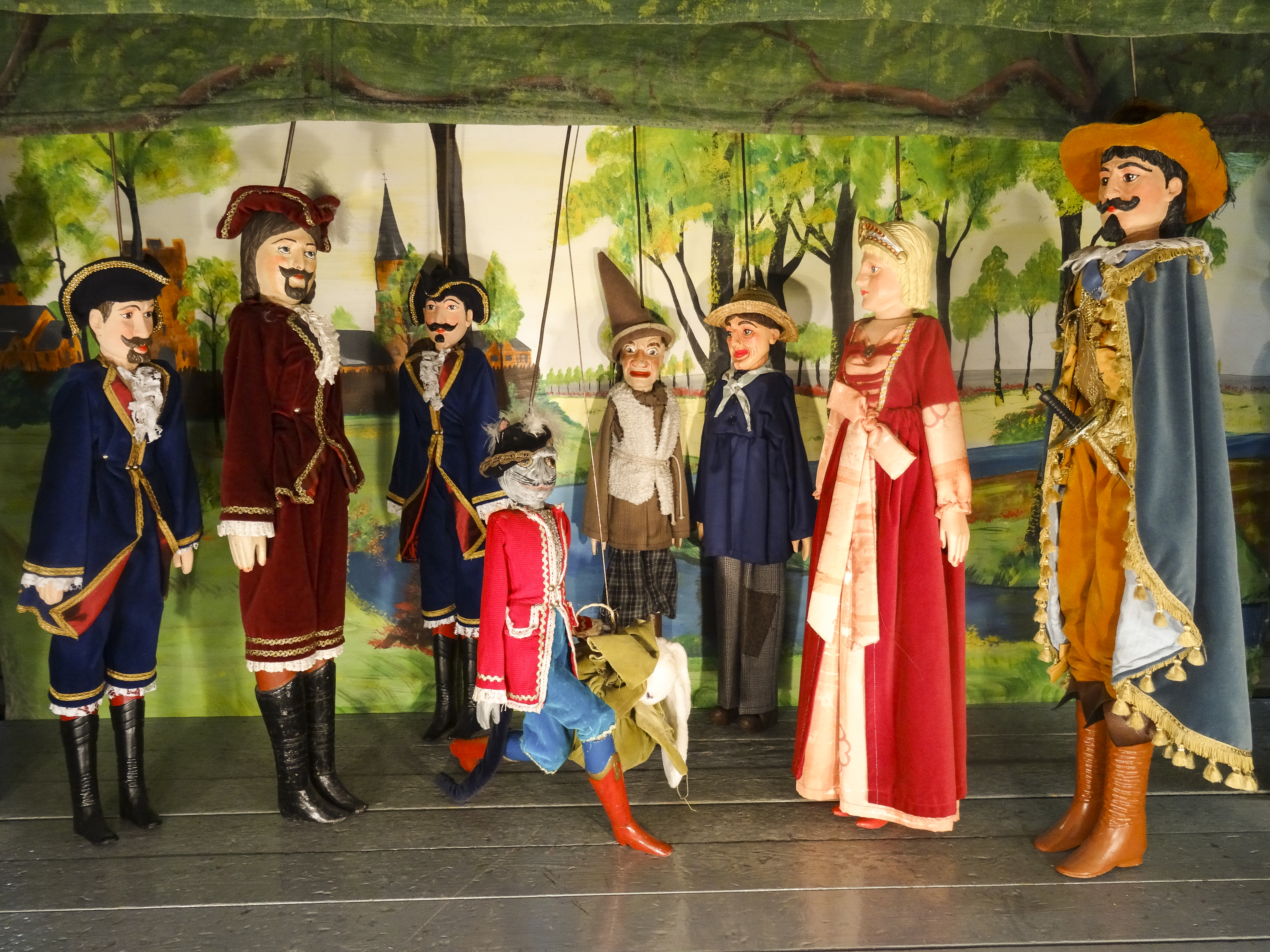

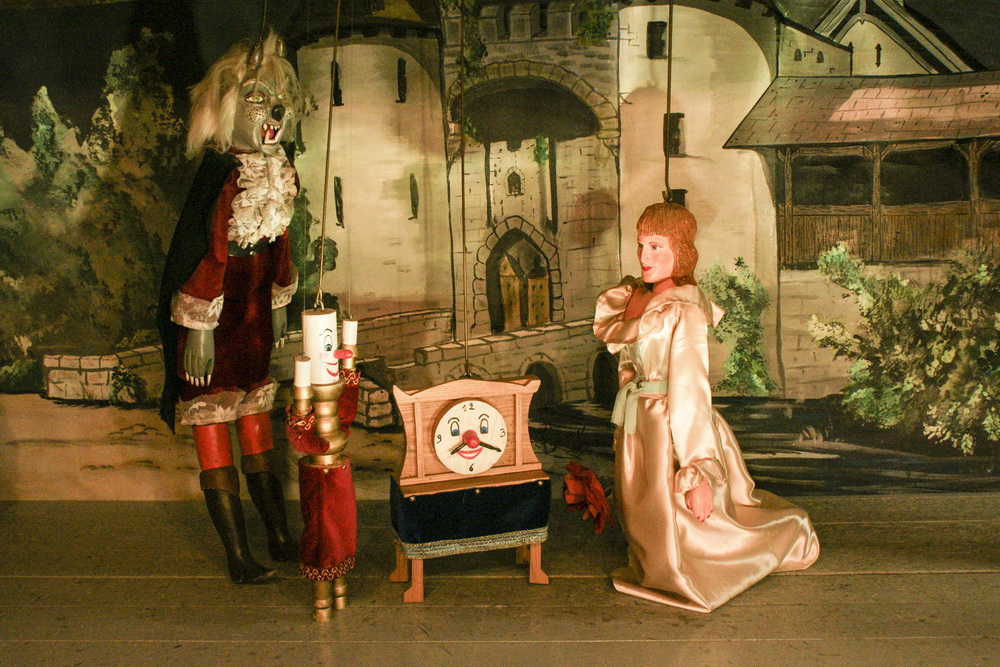

## Musée

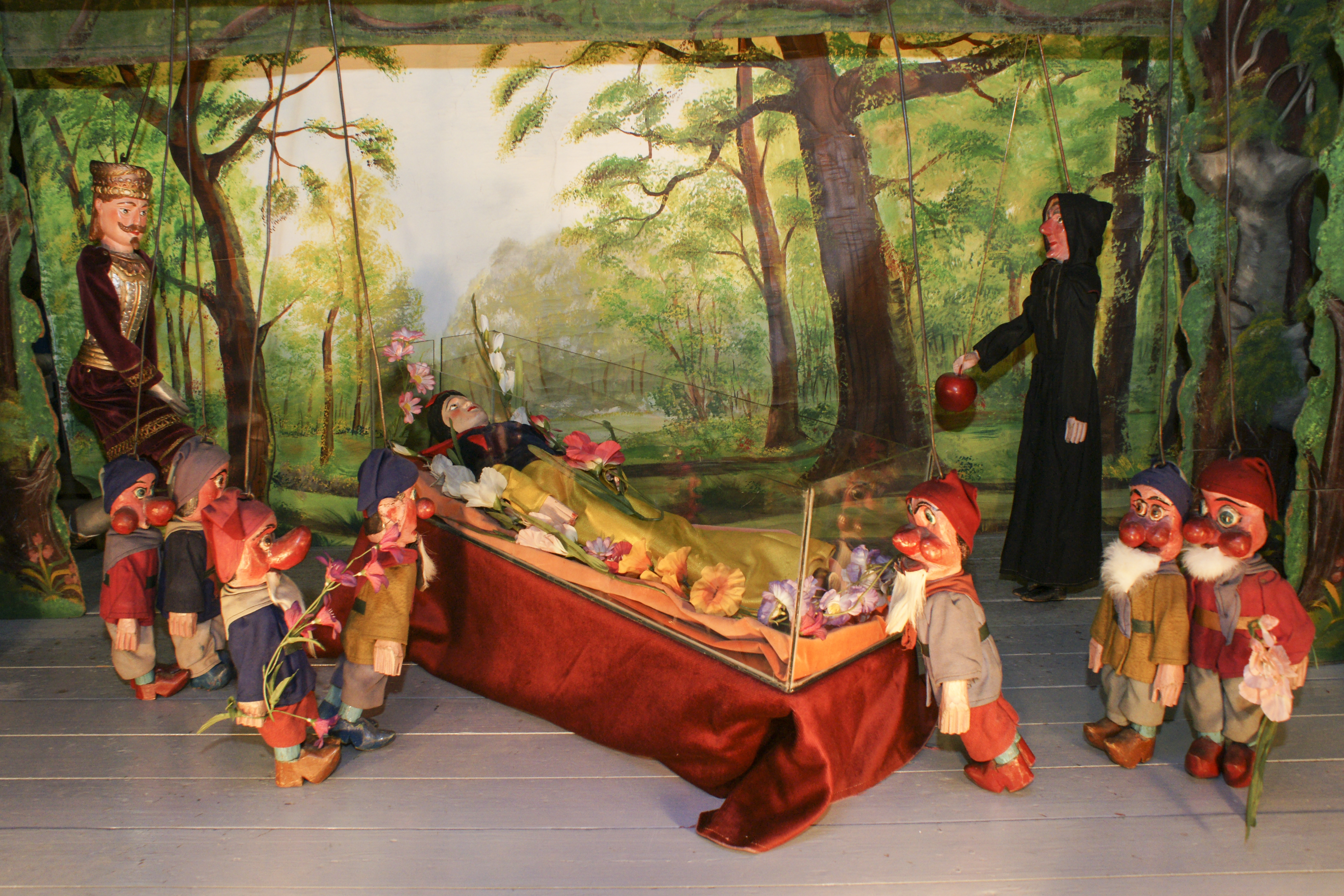

Un musée de la Marionnette situé à côté du théâtre dans l'ancienne maison remarquable du fontainier de la société des Fontaines Roland (qui abreuvaient la ville de liège en eau potable au XIXe et au début du XXe siècle), voit le jour en 2006.  On y montre des marionnettes liégeoises provenant de divers anciens théâtres liégeois comme celui de la famille Engels, de Pierre Wislet, de Joseph Crits, de Robert Willé, de José Maquet où de Denis Fauconnier lui-même mais aussi d'autres du monde entier dont quelques beaux exemplaires du théâtre Opera dei Pupi (Sicile) où des guignols de Lyon. Une bibliothèque est également à disposition.